# Mads Søgaard
Mads Søgaard (* 13. Dezember 2000 in Aalborg) ist ein dänischer Eishockeytorwart, der seit April 2021 bei den Ottawa Senators aus der National Hockey League (NHL) unter Vertrag steht und seitdem überwiegend für deren Farmteam, die Belleville Senators, aus der American Hockey League (AHL) spielt.

## Karriere
Mads Søgaard begann seine Karriere als Eishockeyspieler in seiner dänischen Heimat in der Nachwuchsabteilung der Aalborg Pirates. 1916 wechselte er zum Esbjerg IK, wo er ebenfalls bei den Junioren spielte. Zudem gehörte er 2016/17 auch zum Meisterkader von Esbjerg Energy, wurde aber in keinem Spiel eingesetzt. Anschließend zog es ihn für ein Jahr zu den Austin Bruins in die North American Hockey League (NAHL). Dabei war er von den Omaha Lancers beim USHL Entry Draft in der zehnten Runde an der insgesamt 151. Stelle gedraftet worden, unterschrieb dort aber nicht. Beim CHL Import Draft 2018 wurde er von den Medicine Hat Tigers in der ersten Runde an Gesamtposition 32 gezogen. Er wechselte daraufhin in die Western Hockey League (WHL) und absolvierte für das Team aus der Provinz Alberta in zwei Jahren insgesamt 80 Spiele und wurde 2019 in das Second All-Star-Team der Eastern Conference gewählt. Beim NHL Entry Draft 2019 wurde er von den Ottawa Senators aus der National Hockey League (NHL) in der zweiten Runde als insgesamt 37. Spieler ausgewählt.
Die Saison 2020/21 begann er zunächst bei Esbjerg Energy in der Heimat, bevor er nach der Vertragsunterschrift im April 2021 von den Senators nach Kanada beordert wurde, wo er im Mai noch sieben Spiele für deren Farmteam Belleville Senators in der American Hockey League (AHL) absolvierte. Auch in den Folgespielzeiten spielte er vorwiegend in der AHL. Am 1. April 2022 debütierte er dann beim 5:2-Erfolg gegen die Detroit Red Wings in der NHL. Im Februar 2023 wurde er zum NHL-Rookie des Monats gewählt. Trotz dieser Auszeichnung spielte er anschließend wieder überwiegend in der AHL für Belleville.

### International
Für Dänemark nahm Søgaard im Juniorenbereich an den U18-Weltmeisterschaften der Division I 2017 und 2018 sowie den U20-Weltmeisterschaften der Top-Division 2018, als er jedoch nicht eingesetzt wurde, und 2019 und der Division I 2020, als er zum besten Spieler seiner Mannschaft gekürt wurde, teil.
Im Seniorenbereich stand er erstmals bei der Weltmeisterschaft 2021 im Aufgebot seines Landes, wurde jedoch nicht eingesetzt. Auch bei den Qualifikationen für die Olympischen Winterspiele 2022 und 2026 gehörte er zum Kader, absolvierte aber kein Spiel.

## Erfolge und Auszeichnungen
- 2019 WHL East Second All-Star Team
- 2023 NHL-Rookie des Monats Februar
- 2023 AHL-Torwart des Monats Oktober

## Karrierestatistik
Stand: Ende der Saison 2024/25

### International
Vertrat Dänemark bei:
| - U18-Junioren-Weltmeisterschaft der Division IA 2017 - U20-Junioren-Weltmeisterschaft 2018 - U18-Junioren-Weltmeisterschaft der Division IA 2018 - U20-Junioren-Weltmeisterschaft 2019 | - U20-Junioren-Weltmeisterschaft der Division IA 2020 - Weltmeisterschaft 2021 - Qualifikationsturnier für die Olympischen Winterspiele 2022 - Qualifikationsturnier für die Olympischen Winterspiele 2026 |

(Legende zur Torhüterstatistik: GP oder Sp = Spiele insgesamt; W oder S = Siege; L oder N = Niederlagen; T oder U oder OT = Unentschieden oder Overtime- bzw. Shootout-Niederlage; Min. = Minuten; SOG oder SaT = Schüsse aufs Tor; GA oder GT = Gegentore; SO = Shutouts; GAA oder GTS = Gegentorschnitt; Sv% oder SVS% = Fangquote; EN = Empty Net Goal; 1 Play-downs/Relegation; Kursiv: Statistik nicht vollständig)